# Love so sweet
『Love so sweet』（ラブ ソー スウィート）は、日本の男性アイドルグループ・嵐の通算18枚目となるシングル。2007年2月21日にジェイ・ストームから発売された。

## 解説
前作『アオゾラペダル』から約6か月ぶりのリリース。
本作は通常盤と初回限定盤の2種類がある。表題曲「Love so sweet」はメンバーの松本潤が出演したTBS系ドラマ『花より男子2（リターンズ）』（主演:井上真央）の主題歌として使用されて「WISH」に続くものであり、ドラマ主題歌も同作以来となった。また、発売から8年が経った2015年3月から放送のキリン「午後の紅茶」のCMソングとしても使用された。PVの監督は、「君のために僕がいる」も手がけた山口保幸。
「Love so sweet」のビデオ・クリップはこのシングルには収録されておらず、DVD『5×10 All the BEST! CLIPS 1999-2009』に収録された。
初回限定盤のみ収録の「ファイトソング」は、メンバー出演の日本テレビ系『Gの嵐!』公式応援歌として、前年から放送されていた楽曲。作詞はメンバー5人が担当し、作曲は二宮和也が担当した。通常盤の初回プレス版にプチファイルが封入された。
2020年12月31日開催「This is 嵐 LIVE 2020.12.31」の最後に歌唱されたことに伴い、活動休止前最後に歌唱された楽曲となった。

## チャート成績
初週20.4万枚を売り上げ、3月5日付オリコン週間シングルランキングで初登場1位を獲得。シングル1位獲得は『PIKA★★NCHI DOUBLE』から6作連続通算13作目となった。初週売上は2002年発売の『a Day in Our Life』以来5年ぶりに20万枚を超えた。
月間368,183枚を売り上げ、2007年度オリコン月間シングルランキングで2位、上半期420,894枚を売り上げ、同年度オリコン上半期シングルランキングで3位、年間429,832枚を売り上げ、同年度オリコン年間シングルランキングで4位を獲得した。

## 受賞
- 第22回日本ゴールドディスク大賞
  - ザ・ベスト10シングル[8]

## 収録トラック

### 初回限定盤
1. Love so sweet [4:50]
  - 作詞：SPIN、作曲：youth case、編曲：Mugen
  - 松本潤出演 TBS系金曜ドラマ『花より男子2（リターンズ）』主題歌
  - キリンビバレッジ「午後の紅茶」CMソング
  - 嵐出演 ソフトバンク「5Gバーチャル大合唱」篇CMソング[9]
  - 嵐の大ブレイクを決定づけ、嵐のメジャー化の原点となった曲[6]。
  - GLAYのTERUが、嵐の楽曲の中で最も気に入っており、TERUと松本がカラオケバーで初めて会った際、この楽曲を一緒に歌った。2011年、GLAYのファンクラブ会員限定ライブ「We Love Happy Swing」で披露されたカヴァーは、その時に松本からの承諾を得ている。
  - 2022年4月27日に、ストリーミング累計再生回数が1億回を突破した[10]。これは、嵐の楽曲としては本楽曲が初[10]。
2. いつまでも [5:00]
  - 作詞：SPIN、Rap詞：櫻井翔、作曲：多田慎也、編曲：ha-j
  - フジテレビ系『まごまご嵐』エンディングテーマ
3. ファイトソング [3:25]
  - 作詞：嵐、作曲：二宮和也、編曲：北川吟
  - 日本テレビ系『Gの嵐!』公式応援歌
  - 原曲は二宮のソロ曲「楽園」[11]であり、自身のラジオ『BAY STORM』（ベイエフエム）で披露したこともある。
  - DVD『C×D×G no ARASHI! Vol.2』特典映像としてMVが収録されている。

### 通常盤
1. Love so sweet
2. いつまでも
3. Love so sweet（オリジナル・カラオケ）
4. いつまでも（オリジナル・カラオケ）
  - 曲終了後、シークレットトークを収録。

## 収録アルバム
- Time（#1）
- 5×10 All the BEST! 1999-2009（#1）
- ウラ嵐マニア（#2, 初回限定盤#3）
- 5×20 All the BEST!! 1999-2019（#1）
- ウラ嵐BEST 1999-2007（#2, 初回限定盤#3）

## 映像作品
Love so sweet
- ARASHI AROUND ASIA+ in DOME
- SUMMER TOUR 2007 FINAL Time -コトバノチカラ-
- ARASHI AROUND ASIA 2008 in TOKYO
- ARASHI Anniversary Tour 5×10
- ARASHI 10-11 TOUR "Scene"〜君と僕の見ている風景〜 STADIUM
- ARASHI 10-11 TOUR "Scene"〜君と僕の見ている風景〜 DOME+
- ARASHI LIVE TOUR Beautiful World
- ARASHI アラフェス NATIONAL STADIUM 2012
- ARASHI LIVE TOUR Popcorn
- ARASHI アラフェス'13 NATIONAL STADIUM 2013
- ARASHI Live Tour 2013 “LOVE”
- ARASHI BLAST in Hawaii
- ARASHI LIVE TOUR 2014 THE DIGITALIAN
- ARASHI BLAST in Miyagi
- ARASHI LIVE TOUR 2015 Japonism
- ARASHI LIVE TOUR 2016-2017 Are You Happy?
- ARASHI Anniversary Tour 5×20
- アラフェス2020 at 国立競技場
- This is 嵐 LIVE 2020.12.31

いつまでも
- ARASHI AROUND ASIA+ in DOME

ファイトソング
- ARASHI AROUND ASIA Thailand-Taiwan-Korea（初回限定盤）
- ARASHI AROUND ASIA+ in DOME
- SUMMER TOUR 2007 FINAL Time -コトバノチカラ-
- ARASHI AROUND ASIA 2008 in TOKYO
- ARASHI Anniversary Tour 5×10
- ARASHI 10-11 TOUR "Scene"〜君と僕の見ている風景〜 STADIUM
- ARASHI 10-11 TOUR "Scene"〜君と僕の見ている風景〜 DOME+
- ARASHI LIVE TOUR Beautiful World
- ARASHI アラフェス NATIONAL STADIUM 2012
- ARASHI アラフェス'13 NATIONAL STADIUM 2013
- ARASHI BLAST in Miyagi
- ARASHI LIVE TOUR 2016-2017 Are You Happy?
- ARASHI Anniversary Tour 5×20
- アラフェス2020 at 国立競技場

## Love so sweet: Reborn
『Love so sweet : Reborn』（ラブ・ソー・スウィート リボーン）は、嵐のデジタルシングル。2020年5月15日にジェイ・ストームから配信された。

### 概要
「A・RA・SHI」「a Day in Our Life」「One Love」に続く、嵐の過去のシングル曲をリプロダクション（リアレンジ・レコーディング）する"Reborn"企画の第4弾である。
リリックビデオが配信日と同日に公開されている。メンバーカラーの車が走るポップでキュートな世界観で名曲を彩っている。

### 収録トラック
1. 「Love so sweet : Reborn」 - 3:26
  - Lyrics by SPIN
  - Music by youth case
  - English Lyrics by Ellen Shipley
  - Produced by Afterhrs
  - 18thシングルのリプロダクション（リアレンジ・レコーディング）楽曲

### 収録アルバム
- This is 嵐（初回限定盤）